# تشارلز د. بيكويذ
تشارلز د. بيكويذ (بالإنجليزية: Charles D. Beckwith)‏ هو مصور أمريكي، ولد في 1832، وتوفي في 1891.